# Monument de la Vierge (Haskovo)
Le Monument de la Vierge Marie (en bulgare : Монумент „Света Богородица“, translittération : Monument „Sveta Bogoroditsa“) est une sculpture monumentale construite en 2003 dans la ville de Haskovo, en Bulgarie.
Le monument est situé sur la colline de Yamatcha, à l'ouest du centre-ville de sorte qu'il soit visible de toute la ville y compris la nuit.
C'est la plus haute statue de la Vierge au monde portant l'enfant Jésus

## Caractéristiques
L’œuvre a été conçue par le maire de la ville, Georgi Ivanov, et réalisée par Petyo Aleksandrov et Nikola Stoyanov.
La statue seule est haute de 31 m et pèse 20 tonnes ; l'immense base mesure 17 m et pèse 60 tonnes, soit un total de 48 m et 80 tonnes pour l'ensemble. Le matériau utilisé est du béton polymère.
Dans le piédestal se trouve la chapelle de La Nativité de la mère de Dieu, petite chapelle orthodoxe. 
Les 300 000 leva (250 000 €) nécessaires à sa construction ont été récoltés auprès des habitants de Haskovo : 10 000 cartes postales avec l'image du futur monument ont été imprimées et vendues 5 leva (2,50 €) l'unité.
Depuis 2009, le monument est classé à la 72e place des 100 lieux touristiques de Bulgarie.
En 2010, un campanile a été construit à côté du monument, contenant huit cloches visibles de différentes tailles. D'une hauteur de près de 30 m, c'est l'un des clochers les plus hauts de la péninsule des Balkans. Il est ouvert aux touristes qui peuvent ainsi profiter d'une vue panoramique de la ville.

## Haskovo et la Vierge
Le Monument a été inauguré le 8 septembre 2003, jour de la fête religieuse de la Nativité de Marie. La Vierge Marie est en effet la sainte patronne traditionnelle de Haskovo, et la première cathédrale des temps modernes à avoir été construite dans la ville est L'Église de la sainte mère de Dieu, érigée de 1832 à 1837 pendant la période de la Renaissance nationale bulgare.
La  fête de la Nativité de Marie a été déclarée l'un des plus importants jours de fêtes de Haskovo. Le tout premier rapport enregistré qui fait état d'une célébration organisée date de 1896. En 1993, une décision du conseil municipal a officiellement proclamée la fête de la Nativité de Marie comme Jour de Haskovo.